# Puccinellia bruggemannii
Puccinellia bruggemannii är en gräsart som beskrevs av Thorwald Thorvald Julius Sørensen. Puccinellia bruggemannii ingår i släktet saltgrässläktet, och familjen gräs. Inga underarter finns listade i Catalogue of Life.